# Aki Kuroda
Aki Kuroda (黒田 アキ, Kuroda Aki), de son vrai nom Akihiko Kuroda (黒田 明比古, Kuroda Akihiko), né le 4 octobre 1944 à Kyōto est un peintre, artiste contemporain japonais, qui vit et travaille à Paris.

## Œuvres
La matrice des tableaux de Aki Kuroda est faite de chiffres et d’espaces : 1944, année de sa naissance ; - 270, température du cosmos profond ; 300 000, la vitesse de la lumière en km/s dans le vide.
Sculptures, photographies, installations, spectacles dansés complètent un espace où tout est jardin : le corps, la vie, la ville, le cosmos. « CosmoGarden » a scandé deux décennies de ses productions, mêlant l’ensemble en des événements créés en une grande variété de lieux, de par le monde.
Il ne décrit ni comme japonais ni comme français, mais comme « déraciné »,. 

## Expositions
Sélection :
| Année |                                                       |
| ----- | ----------------------------------------------------- |
| 2025  | Château de Malleret, Bordeaux                         |
| 2024  | Galerie Louis Gendre, Chamalières                     |
| 2024  | Asia Now, La Monnaie de Paris                         |
| 2023  | Mori Yu Gallery, Kyoto                                |
| 2022  | Richard Taittinger Gallery, New York                  |
| 2021  | Yoyo Maeght Gallery, Paris                            |
| 2021  | Galerie Louis Gendre, Chamalières, Clermont Métropole |
| 2020  | Richard Taittinger Gallery, New York, États-Unis      |
| 2019  | Musée des Beaux-Arts de Chartres, Chartres            |
| 2019  | Musée Lapidaire, Avignon, curated by Yoyo Maeght      |
| 2019  | Salle des Dominicains, Saint-Emilion                  |
| 2018  | Aquarium de Paris, curated by Yoyo Maeght             |
| 2018  | Hangar Art Center, Bruxelles, Belgique                |
| 2016  | Galerie Louis Gendre, Chamalières, Clermont Métropole |
| 2015  | Galerie Nikki Diana Marquardt, Paris                  |
| 2015  | Galerie Louis Gendre, Chamalières, Clermont Métropole |
| 2015  | Centre d’Art des Sablons, Neuilly sur Seine           |
| 2014  | Galerie Alexandre Lazarew, Paris                      |
| 2014  | Biwako Biennale, Japon                                |
| 2013  | KH Gallery, Tokyo, Japon                              |
| 2011  | Nori Yu Gallery, Tokyo, Japon                         |
| 2010  | Maison Européenne de la Photographie, Paris           |
| 2010  | Centre d’Art de Saint-Emilion                         |
| 2008  | Doland Museum, Shanghai, Chine                        |
| 2007  | TS1 Museum, Beijing, Chine                            |
| 2007  | Beijing Imperial Museum, Chine                        |
| 2004  | Espace culturel des Arts, Trèbes                      |
| 2002  | Musée Château de Bellecour, Pithiviers                |
| 2001  | Scène Nationale d’Orléans                             |
| 1998  | Galerie Ham, Nagoya, Japon                            |
| 1998  | Galerie Proarta, Zurich, Suisse                       |
| 1997  | Casa França-Brasil, Rio de Janeiro, Brésil            |
| 1997  | La Manufacture des Œillets, Ivry                      |
| 1997  | Otemae Art Center, Kobe, Japon                        |
| 1978  | Kunsthalle, Bremerhaven, Allemagne                    |

## Distinctions
- Officier de l'ordre des Arts et des Lettres (2025)
- Chevalier de l'ordre des Arts et des Lettres